# Free-to-air

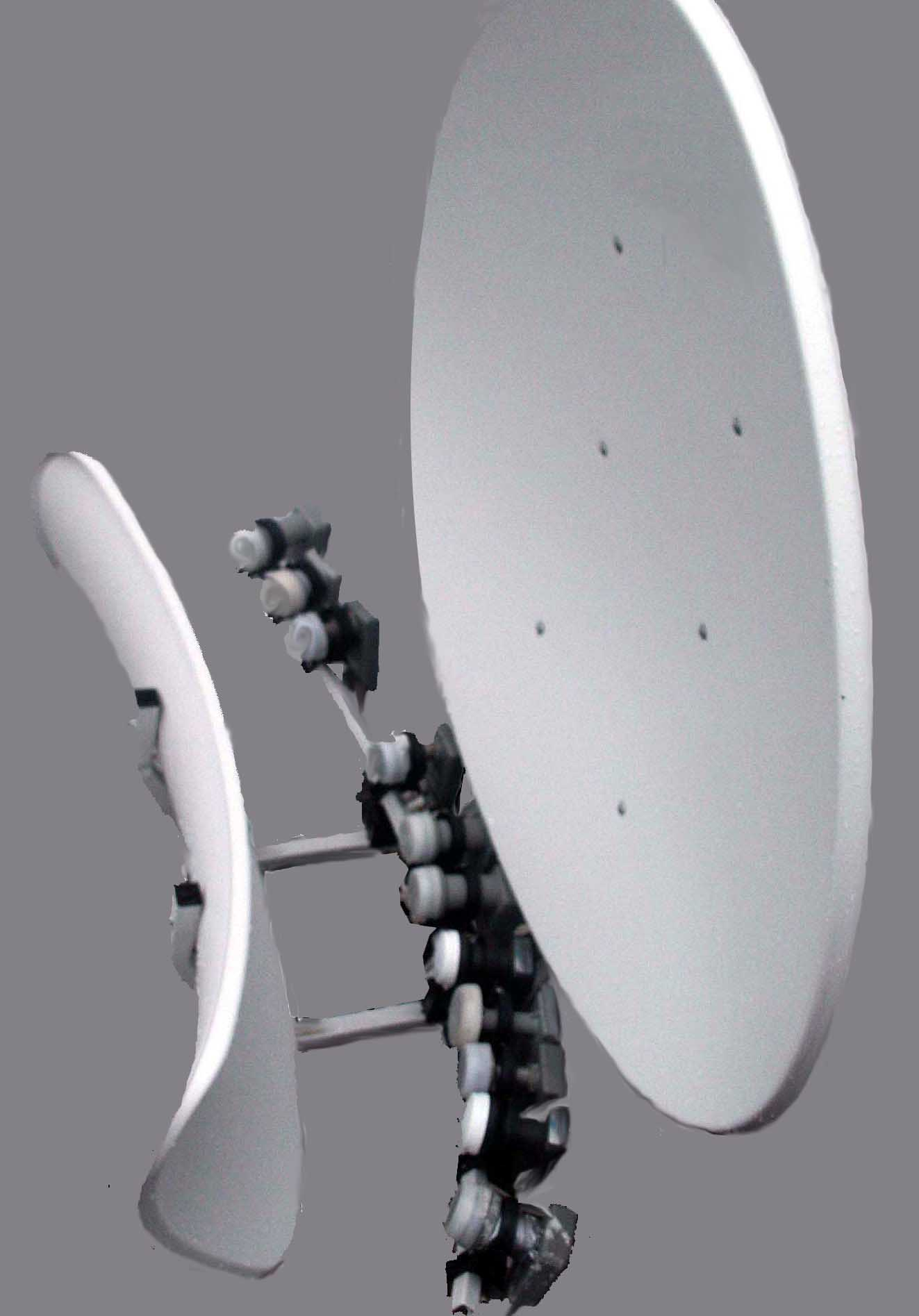
Antena satelitarna z wieloma konwerterami

FTA (skrót z ang. free-to-air) – termin oznaczający telewizję oraz radio nadające w sygnale wolnym (potocznie: niezakodowanym, precyzyjniej: niezaszyfrowanym), który może być odbierany przez dowolny odbiornik przystosowany do odbioru danego typu sygnału. Specyfiką mediów oznaczonych jako FTA jest to, iż odbieranie sygnału jest całkowicie bezpłatne.
Termin ten używany jest w odniesieniu do telewizji satelitarnej oraz naziemnej.
Do odbioru kanałów free-to-air potrzebny jest odbiornik i antena.
W Polsce kanały niekodowane nadają głównie z satelity Hot Bird (13°E) i Astra (19,2°E). Niekodowane są też multipleksy: pierwszy, drugi, trzeci i ósmy naziemnej telewizji cyfrowej.